# Waterford Kamhlaba
Das Waterford Kamhlaba United World College of Southern Africa (kurz UWCSA) ist eines von weltweit 17 United World Colleges, einer Gruppe von Schulen, die durch internationale Bildung und soziales Engagement zu Toleranz und sozialer Verantwortung erziehen. Normalerweise legen sechzehn- bis achtzehnjährige Schüler nach zwei Schuljahren das International Baccalaureate (IB) ab, am Waterford College werden jedoch auch Schüler der Klassen 6 bis 10 unterrichtet, die den Erwerb eines IGCSE anstreben.

## Geschichte
Die Schule wurde 1963 vom Briten Michael Stern in Reaktion auf das Bildungssystem in Südafrika gegründet, das stark durch die Apartheid geprägt war. Als König Sobhuza II. im Jahre 1967 die Schule besuchte, verlieh er ihr den Namen „Kamhlaba“. Kamhlaba ist siSwati und bedeutet „von Welt sein“, „eine eigene Welt sein“ und „alle von einer Welt sein“. Waterford erlangte international Bekanntheit, als Nelson Mandela, während er selbst im Gefängnis saß, sowie Bischof Desmond Tutu ihre Kinder dorthin schickten. Das College war eine der wenigen Schulen im südlichen Afrika, wo Schüler unabhängig von Hautfarbe und Nationalität zusammen lernten. 1981 erhielt die Schule den Titel „United World College“.

## Campus

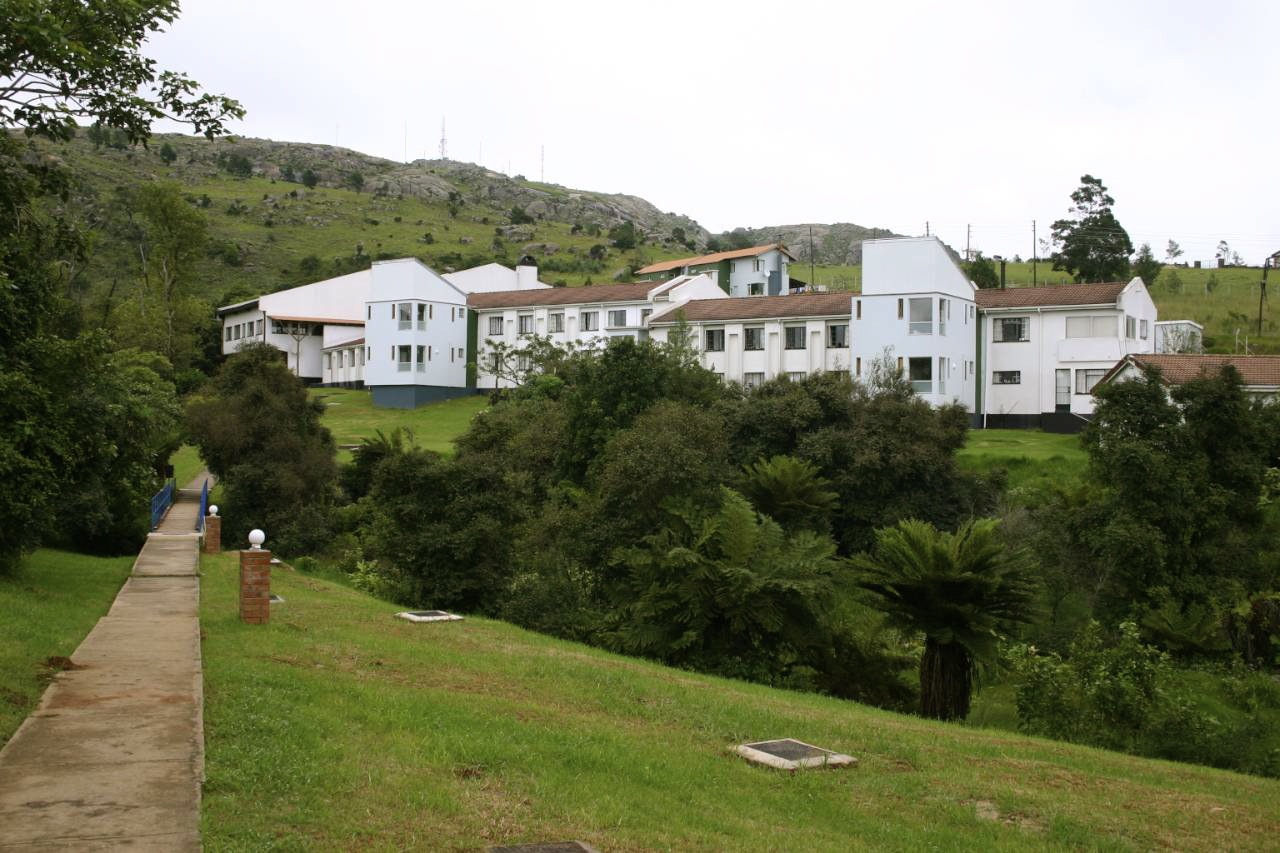
Das Emhlabeni-Hostel

Das Waterford Kamhlaba College ist auf einem Hügel in Sidwashini nahe der Stadt Mbabane im Königreich Eswatini gelegen. Die Hauptgebäude wurden vom portugiesischen Architekten Pancho Guedes entworfen. Das Zentrum des Campus bildet die Plaza, an den die Aula, das Lehrerzimmer und Sekretariat, das Amphitheater sowie das Centre for Creative Learning – Drama, kurz CCLD, und das Centre for Creative Learning Music, kurz CCLM, angrenzen. Das Gebäude, das im ersten Stock das CCLD und im Erdgeschoss das CCLM beherbergt, wurde im Jahre 2005 in Erinnerung an die während der Tsunami-Katastrophe im Dezember 2004 verstorbene Jane Holland, Tochter von David Attenborough, und ihre Mutter erbaut.
Die IB-Internatschüler sind in den zwei verschiedenen Residenzen, Emhlabeni und Elangeni, untergebracht. Die Internatsschüler der Klassen 6 bis 10 wohnen in Esilveni und Ekkukuleni. Aufgrund des Wachstums der Schule wurde das Klassenraumgebäude erweitert sowie zwei weitere Häuser in Elangeni gebaut.

## Curriculum
Im Rahmen des IB-Lehrplans bietet die Schule folgende Fächer an.
- Naturwissenschaften: Physik, Chemie, Biologie sowie Umweltstudien (seit 2009 Ecologic Systems and Society – ESS)
- Geisteswissenschaften: Geschichte, Geographie, Anthropologie, Psychologie, Economics und Business & Management
- Sprachen: Englisch A1, Englisch A2, Selftaught im Rahmen der von der International Baccalaureate Organisation (IBO) angebotenen Fächer, Französisch B, Spanisch B und ab initio sowie siSwati A1 und ab initio
- Kunst: Bildende Kunst, Musik und Theaterwissenschaften.

Mathematik wird als Higher Level, Standard Level und als Maths Studies angeboten.
Die Schule bietet außerdem eine Vielzahl an außerunterrichtlichen Aktivitäten, die als Creativity, Action and Service (CAS) bezeichnet werden.

## Ehemalige Schüler
- Ian Khama, Präsident Botswanas[1]
- Lindiwe Sisulu, Ministerin, Südafrika[2]
- Professor Alan Whiteside, Gründer und Direktor der Health Economics and HIV/AIDS Research Division (HEARD) an der Universität von KwaZulu-Natal in Südafrika[3]
- Xochitl Torres Small, US-Kongressabgeordnete aus New Mexico[4]